# グレープカンパニー
株式会社グレープカンパニー（英: Grape Company）は、日本の芸能プロダクション。2010年7月1日設立。
サンドウィッチマンや永野、カミナリ、東京ホテイソンなど、主にお笑い芸人が所属しているほか、俳優の高橋英樹等も所属している。

## 概要
フラットファイヴに所属していたサンドウィッチマンと担当マネージャーが、イベント会社等を経営する中村歩を社長に招聘し立ち上げた事務所である。同時に、フラットファイヴに所属していたほとんどの芸人もグレープカンパニーへ移籍した。営業窓口は、業務提携関係にある松竹芸能が行っている。バーターを行わない戦略を取っていたが、2022年頃から解禁した。芸人35組、構成作家6人、マジシャン1人の他、フリーアナウンサーや俳優、YouTuberも所属している。
社名はブドウに由来し、ひと粒ひと粒は小さくても集まったら立派な果実になるという意味合いである。また、ブドウはワインの原料にもなることから年齢を重ねていく毎に熟成された笑いを提供できるようにとの意味合いも込めている。
2019年1月14日、同年2月1日より俳優の高橋英樹と実娘でフリーアナウンサーの高橋真麻が所属することを同社公式サイトにて発表した。
2020年1月6日、登記上の本店を東京都文京区から仙台市宮城野区に移転した。同年4月、仙台支社を開設。

## 所属タレント

### コンビ芸人
- サンドウィッチマン（伊達みきお、富澤たけし）
- カミナリ（竹内まなぶ、石田たくみ）
- ロケット団（三浦昌朗、倉本剛）
- わらふぢなるお（口笛なるお、ふぢわら）
- ティモンディ（高岸宏行、前田裕太）
- 東京ホテイソン（ショーゴ、たける）
- ランジャタイ（伊藤幸司、国崎和也）
- フランスピアノ（なかがわりょう、山本陽平）
- TCクラクション（坂本No.1、古家曇天）
- まかろにステーション（きたば、ギャビン）
- カカロニ（栗谷、すがや）
- ウォーターズ（魂人、わたなべとう）
- デパルマ（南部隼斗、西川よしや）
- てるてる娘（まるちゃん、さえぴー）
- ツンツクツン万博（内藤孔佑、タフガイ）
- ダブルグッチー（水口勝心、木戸口育未）
- 忠犬立ハチ高（ノムラフッソ、王坂）
- レインマンズ（赤瀬、堀越）
- 孫ダッシュ（吉村和彬、土屋）
- TOKYO COOL（カンカン、前すすむ）
- アホガード（しゅうご、岡本）
- シンデン（カキザキ、ミヤケタクマ）
- 世襲（健康、和秀）
- ヤッホイ（泉、永井）

### ピン芸人
- 永野
- トミドコロ
- 八幡カオル
- フジタ
- あぁ〜しらき
- 上田航平
- シオマリアッチ
- お見送り芸人しんいち
- 田中光
- ゆるえもん
- 浜辺のウルフ
- 本多スイミングスクール
- 片倉ブリザード
- 人印
- チカトプライド
- 斉藤サトル
- ニルベース齋藤
- ワンパンの仲松
- エクソシストまーくん
- 惹女香花
- マッスルオペラちゃん
- トビー

### 芸人以外のタレント
- 如月琉（マジシャン）
- 高橋英樹（俳優）
- 佐藤正浩（俳優）
- 高橋真麻（フリーアナウンサー）
- 雨宮萌果（フリーアナウンサー）
- 今江敏晃（元プロ野球選手）

## 所属作家

### 構成作家
- 水野としあき
- 堀由史
- 長部一幸
- 佐藤大地
- 竹本啓之
- 須藤陽平

## 過去の所属タレント
- 123☆45（イズミ、ヨーコ）
- 空飛ぶゼリー（こんくりーと、カタリベ霜田）
- ガロイン（薗田剛、伴雅哉）
- 大嶋の一番弟子
- 大友ジュン
- ソノヘンノ女（とも、はっしー）
- ヤマメ（コウタファイヤー、チカト）
- あがすけ（吉村和彬、タツキ・マイアミ）
- おだんご（YouTuber・プリッとChannel）
- パーティ内山
- いいね（いさやま、一條宏樹）
- ポンループ（こまってます鈴木、アミ）
- 虹色LOVE（しろとりかずき、近江）
- サイトウナオキ（元ゾフィー）
- レッドガオ（REOTO、赤壁裕樹）
- チルダーリー（あい、トビー）

## ザ・葡萄王
「ザ・葡萄王～笑いを収穫せよ～グレープカンパニーNo.1決定戦」は、グレープカンパニーの事務所内の賞レース。ミックスゾーンがグレープカンパニーの協力で展開するお笑いライブ「新宿・笑博」の一公演として実施される。
- 第1回（2022年）優勝：TCクラクション[11]
- 第2回（2023年）優勝：ツンツクツン万博[12]
- 第3回（2024年）優勝：わらふぢなるお[10]
- 第4回（2025年）優勝：TCクラクション[13]